# Ісабель Рей
Ісабель Рей (нар. 22 березня 1966, Валенсія, Іспанська держава) — іспанська оперна співачка (сопрано). 

## Біографія
Ісабель Рей народилася 22 березня 1966 року у Валенсії. Вивчала вокал у консерваторії Валенсії.